# Tony Isbert
Antonio José Spitzer Ysbert, més conegut pel seu nom artístic Tony Isbert (Madrid, 5 de desembre de 1950 - Santander, 19 de febrer de 2025), va ser un actor espanyol.

## Biografia
Pertany a la saga d'actors iniciada pel seu avi José Isbert i continuada per la seva mare, María Isbert. És fill d'aquesta i de l'hongarès Antonio Spitzer, professor d'idiomes. Té sis germans, entre els quals destaquen l'escriptor, actor i dramaturg José S. Isbert i Carlos Ysbert. Molt conegut en el món dels escenaris per ser qui lliura anualment el Premi José Isbert de Teatre, que atorga l'Associació d'Amics dels Teatres d'Espanya (AMITE).
El seu primer èxit cinematogràfic va ser en 1969 amb la pel·lícula ¿Es usted mi padre?. Aquest mateix any, va coprotagonitzar al costat de Marisol la pel·lícula Carola de día, Carola de noche on interpretava el personatge de Daniel Rey. El 1979 fou condemnat a cinc anys de presó per un tribunal britànic acusat d'introduir cocaïna en el fons d'una maleta a l'aeroport de Heathrow. Va passar dos anys i mig empresonat.

## Trajectòria

### Cinema
- 2014 - The Marionette[6]
- 2013 - El cura y el veneno
- 2012 - El Monstruo
- 2008 - Esta noche hay que matar a Franco
- 2006 - Que nadie quede atrás
- 2002 - Monseñor Don Quijote
- 2000 - La ciudad de los prodigios
- 1998 - The long kill/El largo camino de la venganza
- 1996 - Una casa en las afueras
- 1994 - Detrás del muro del sueño
- 1993 - Cartas desde Huesca
- 1993 - Cautivos en la sombra
- 1992 - Besos en la oscuridad
- 1991 - Not for the meek
- 1990 - Nido de cigüeñas
- 1989 - La grieta
- 1988 - Oro fino
- 1988 - Garum (fantástica contradicción)
- 1988 - A puño limpio
- 1987 - The trouble at number seven
- 1987 - El espectro de Justine de Sade
- 1986 - Pasos Largos/El último bandido andaluz
- 1984 - Perras callejeras
- 1984 - Cristina y la reconversión sexual
- 1982 - Una pequeña movida
- 1981 - Monseñor Don Quijote
- 1978 - Tráfico de menores (Nemesys)
- 1978 - Réquiem por un empleado
- 1977 - Secuestro
- 1977 - Juventud drogada
- 1976 - Olvida los tambores
- 1976 - La cruz del diablo
- 1976 - La amante ingenua
- 1976 - Haz la loca... no la guerra
- 1976 - La criada
- 1976 - Inquisición
- 1976 - Tres días de noviembre
- 1975 - El clan de los nazarenos
- 1975 - Ambiciosa
- 1975 - No matarás
- 1974 - Chicas de alquiler
- 1974 - Cómo matar a papá sin hacerle daño
- 1973 - Trágica ceremonia en Villa Alexander
- 1973 - La millona
- 1973 - Centennial
- 1972 - La casa sin fronteras
- 1972 - La saga de los Drácula
- 1971 - Hansel y Gretel
- 1971 - Un drama en el quinto pino
- 1971 - Coqueluche
- 1970 - Los gallos de la madrugada
- 1969 - Carola de día, Carola de noche
- 1969 - Contrapunto
- 1968 - ¿Es usted mi padre?
- 1967 - El mejor del mundo

### Teatre
- 2008 - Esta noche hay que matar a Franco[7]
- 2007 - Esta noche no hay cine
- 2006 - Violines y trompetas
- 2003 - Una hoguera al amanecer
- 2002 - Cómo seducir a una viuda
- 2002 - Don Juan Tenorio
- 2001 - Doce hombres sin piedad
- 2001 - Cómo seducir a una viuda
- 2000 - El siglo
- 1999 - El siglo
- 1998 - La metamorfosis
- 1997 - Don Juan Tenorio
- 1997 - La metamorfosis
- 1996 - La metamorfosis
- 1995 - El baile
- 1994 - Edipo en Colono
- 1993 - Don Juan Tenorio
- 1991 - Lisístrata
- 1990 - El alcalde de Zalamea
- 1989 - El mágico prodigioso
- 1988 - Entremeses de Cervantes
- 1987 - Los intereses creados
- 1986 - Don Juan Tenorio
- 1985 - Salomé
- 1984 - La vida es sueño
- 1983 - Un hombre en la puerta
- 1982 - El fin del mundo es el jueves
- 1981 - El español y Lord Lady
- 1977 - Fedra
- 1976 - El plan Manzanares
- 1975 - El realquilado
- 1974 - Homenaje a Juan de la Encina
- 1974 - Coqueluche
- 1972 - La casa de las chivas
- 1972 - La Celestina
- 1971 - Romeo y Julieta
- 1970 - Nerón-Paso
- 1969 - El misterio de la nube roja
- 1967 - Melocotón en almíbar
- 1966 - Un drama en el quinto pino

### Televisió
- Tío Willy - Alfredo (1998)
- Teresa de Jesús (1984)
- Proceso a Mariana Pineda (1984)
- Anillos de oro (Capítol 7) - Arturo (1983)
- Nada es para siempre (sèrie de televisió)
- Guardianes del Temple (2011) CYLTV.

## Premis
El 2009 li va ser lliurada pels seus molts mèrits la medalla d'or d'AMITE. El 2017 li fou atorgat el Premi Nosferatu al L Festival Internacional de Cinema Fantàstic de Catalunya.